# Hanna Cederholm
Hanna Charlotta Maria Cederholm, född 7 juli 1869 i Kyrkslätt, Nyland, död 5 maj 1942 i Helsingfors, var en finlandssvensk teckningslärare, konstnär, skribent och författare.
Cederholm arbetade som teckningslärare vid Svenska flicklycéet i Helsingfors. Hon skrev dikter och prosa och illustrerade dessa själv. Hennes partner var Karolina Eskelin (1867–1936), Finlands första doktorand inom medicin och kirurgi.

## Verk
- Albert Edelfelt   : Föredrag hållet i Svenska Fruntimmersskolan den 22 maj 1910 . Helsingfors 1910
- Sagor och berättelser . Öflund & Pettersson, Helsingfors 1910, ny faximilutgåva Lasipalatsi, Helsingfors 1999 (finska. Helmi Nylander som ett urval av sagor, WSOY 1916)
- Astralis   : Sagor och fantasier . Söderström, Helsingfors 1913
- Ilse Benzig . Schildt, Borgå 1916
- Drömresan   : med ord och rim, berättad i bilder av A. Paischeff. Taru, Helsingfors 1920
- Gyllenskir   : en sagobok om princessor och annat folk . Schildt, Helsingfors 1920
- Vi människor   : episoder . Schildt, Helsingfors 1921
- Hopsadurre som Robinson Crusoe  : Efter det engelska originalet. Barnens sagoskatt 6. Helsingfors 1927
- Dikter . Författare, Kuggom 1940